# Montfaucon-en-Velay
Montfaucon-en-Velay is een gemeente in het Franse departement Haute-Loire (regio Auvergne-Rhône-Alpes). De plaats maakt deel uit van het arrondissement Yssingeaux. Montfaucon-en-Velay telde op 1 januari 2022 1.136 inwoners.

## Geografie
De oppervlakte van Montfaucon-en-Velay bedroeg op 1 januari 2022 4,99 vierkante kilometer; de bevolkingsdichtheid was toen 227,7 inwoners per km².

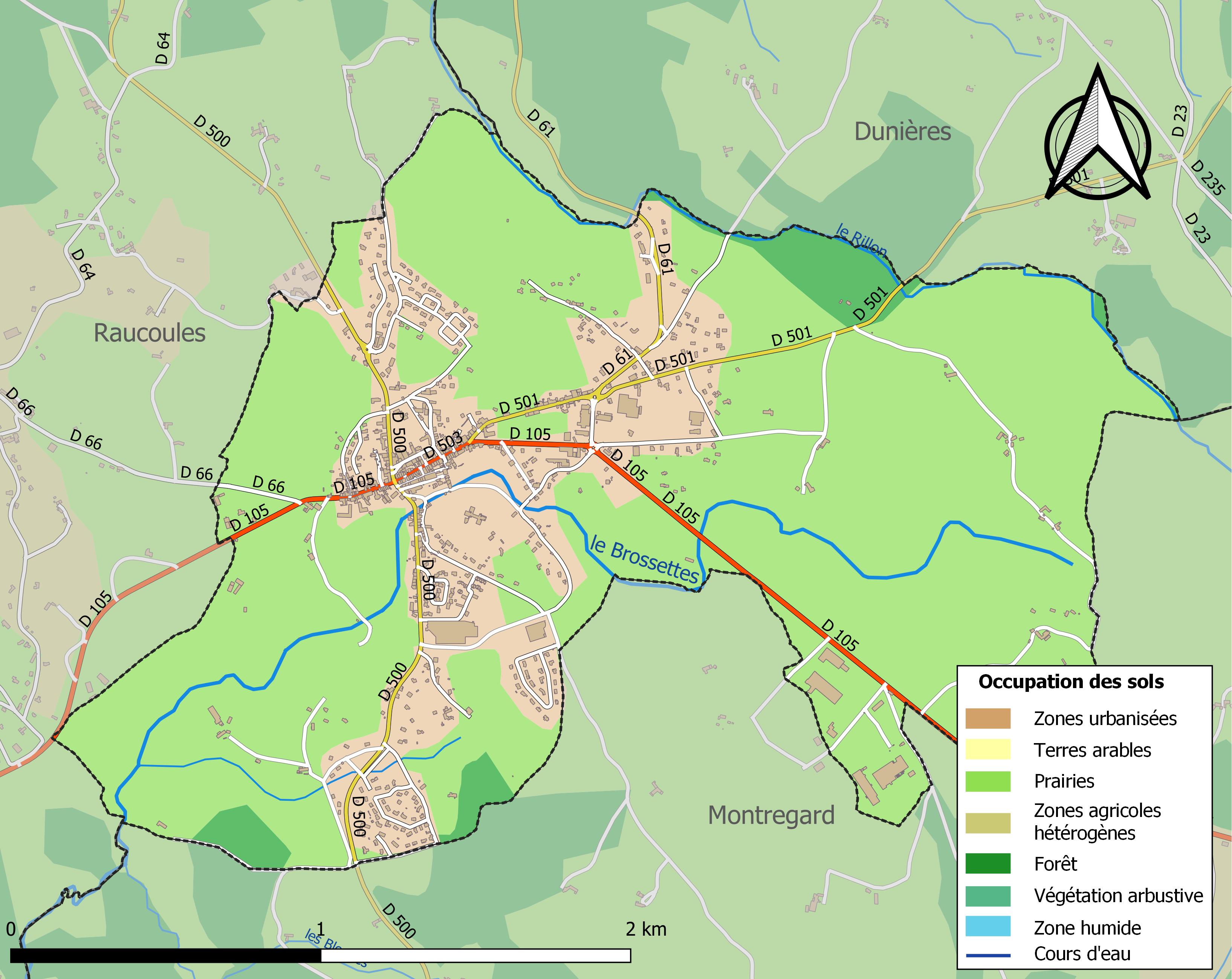
Kaart van de gemeente met de belangrijkste infrastructuur, bodemgebruik en omliggende gemeenten

## Demografie
Onderstaande figuur toont het verloop van het inwonertal (bron: INSEE-tellingen).